# Испытания Аполлона. Тёмное пророчество
«Испытания Аполлона. Тёмное пророчество» (англ. The Dark Prophecy) — американский приключенческий роман в жанре фэнтези 2017 года, написанный Риком Риорданом. Сюжет основан на греческой мифологии и римской мифологии. Книга была выпущена 2 мая 2017 года, являясь второй частью цикла Испытания Аполлона, — второго спин-оффа серии Перси Джексон и Олимпийцы. Книга и обложка от Джона Рокко были впервые анонсированы в 2016 году. Роман вышел в твёрдом переплёте, в формате аудиокниги и электронной книги, а также в мягком переплёте. На сегодняшний день, «Тёмное пророчество» переведёно на 7 языков.
Сюжет берёт начало после окончания «Тайного оракула». Аполлон, будучи смертным подростком, продолжает свой поиск, чтобы спасти оракулов Древней Греции, которые погрузились во тьму, намереваясь вернуть себе бессмертие. Вместе с Мэг МакКэффри он отправляется к оракулу Трофония в Индианаполисе, сводя личные счёты с Коммодом, вторым императором из «Триумвират Холдингс».
Роман получил положительные отзывы от критиков за его медленный темп, юмор и разнообразных персонажей. За первую неделю выхода «Тёмного пророчества» было продано около 62 000 экземпляров, в результате чего книга возглавила список бестселлеров по версии The New York Times и Publishers Weekly.

## Сюжет
Через шесть недель после возвращения МэгМакКэффри к Нерону и получения первого пророчества, Аполлон, Лео, Фестус и Калипсо отправляются в путешествие, чтобы остановить Нерона, «Зверя», намеревающегося контролировать всех оракулов. Они подвергаются нападению со стороны блеммий, однако группу спасает Гемитея, а затем приглашает своих спутников в Вэйстейшн, расположенное над железнодорожным вокзалом в Индианаполисе, где Аполлон вспоминает о том, как даровал Гемитее бессмертии и предлагал сделать её богиней, но та отказалась от его дара, чтобы присоединиться к охотницам Артемиды. Он узнаёт, что она состоит в отношениях с Джозефиной, причём обе женщины пожертвовали своим бессмертием в пользу любви, продолжая смертное существование. Выясняется, что их приёмная дочь Джорджина пропала без вести после поиска оракула Трофония, от которого она хотела получить пророчество, чтобы помешать императору Коммоду похищать их животных. Вместо этого она получила сообщение, которое повредило её рассудок и вынудило уйти. Бритомартида, богиня сетей и глава Вэйстейшн, поручает Аполлону и Калипсо освободить грифонов, украденных Коммодом. Дуэту удаётся спасти грифонов, но путь им преграждает Литиерс, слуга Коммода. Появляется Мэг МакКэффри, которая сдерживает Литиерса, пока Аполлон освобождает остальных животных из клеток. Затем Аполлон вместе с Мэг и Калипсо отбывает на Вэйстейшн, успешно отделившись от Литиерса и его приспешников. 
Аполлон, Лео и Мэг направляются в логово Коммода и освобождают всех захваченных животных и заключённых, включая Джорджину. Они находят Трон Памяти, но их обнаруживает Коммод. Им удаётся сбежать с помощью Фестуса и охотниц Артемиды и спасти Лита, который должен был быть казнен. Они возвращаются в Вэйстейшн, где Джорджина передаёт записанное сообщение Трофония, который, как выясняется, является сыном Аполлона. Он называет Джорджину сестрой, заставляя всех поверить, что она — дочь Аполлона. Аполлон и Мэг решают отправиться к оракулу за пророчеством, а остальные остаются оборонять Вэйстейшн. В пещере оракула Аполлон выпивает как из реки Памяти, так и из реки Забвения, из-за чего теряет здравомыслие. Мэг поёт песню Аполлона, которая возвращает его к реальности и пробуждают дух Трофония. Аполлон умоляет Трофония взять его вместо Мег, на что Трофоний соглашается в обмен на желание, но все равно даёт ей пророчество.
Аполлон делает Мэг СЛР и уничтожает оракул, выполняя желание Трофония. Карпои Персик и его друзья доставляют их в Вейстейшн в гущу сражения. Аполлон находит Коммода, сражающегося с Джозефиной, Калипсо, Литом и Талией, в то время как Лео, Гемитея и Джорджина находятся в заложниках. Аполлон ощущает прилив сил внутри себя и предупреждает Коммода, чтобы тот отступил, однако император не обращает внимания на слова Аполлона. Бывший бог ненадолго принимает свою божественную форму, ослепляя Коммода, после чего тот сбегает. Мэг раскрывает пророчество в форме сонета Шекспира, в котором говорится, что они должны предупредить Лагерь Юпитера о нападении через пять дней, а также должны отправиться в Лабиринт в сопровождении сатира. Мег вызывает ближайшего сатира с помощью своих способностей. Им оказывает Гроувер Ундервуд.

## Главные герои
Жил да был бог искусств Аполлон
В голубую пещеру отправился он
Но на бронзовом трёхместномr
Огнееде расчудесном
Сметь с безумием проглотить принуждён
- Аполлон / Лестер Пападопулос — главный герой. Аполлон продолжает освобождать других оракулов, которые погрузились во тьму. Он отправляется к оракулу Трофония, чтобы получить следующее пророчество[2].
- Лео Вальдес — сын Гефеста, греческого бога огня и кузни. Вернувшись к жизни в конце «Крови Олимпа», Лео и его девушка Калипсо становятся компаньонами Аполлона в его поиске[2].
- Калипсо — дочь титана Атласа. Лео освободил её с острова Огигии, после чего вместе с ним она присоединилась к поиску Аполлона. Считалось, что она утратила свои магические способности, но на самом деле они сохранились[2].
- Мэг МакКэффри — 12-летняя дочь Деметры, богини земледелия. Она помогает Аполлону в поиске оракула Трофония[2].
- Коммод — второй и самый слабый император из «Триумвират Холдингс». При жизни был возлюбленным Аполлона и пал от его же руки, в связи с чем намеревается отомстить ему[2].
- Фестус — небесный бронзовый автоматон. Будучи отремонтированным Лео в «Крови Олимпа» огнедышащий дракон обеспечивает сопровождение в поисках группы.

## Разработка и маркетинг
5 мая 2016 года «Тёмное пророчество» было анонсировано на сайте Рика Риордана, два дня спустя, после выхода «Тайного оракула».
Обложка, проиллюстрированная Джоном Рокко, была опубликована 22 декабря 2016 года, изображающая Аполлона, боевых страусов и пару грифонов. В тот же день USA Today предоставил отрывок из первой главы. Кроме того, на YouTube был выложен трейлер для рекламирования книги. В марте Риордан встретился с фанатами и подписал около 1700 экземпляров книги.

## Выпуск книги
«Тёмное пророчество» было выпущено в Соединенных Штатах компанией «Disney-Hyperion» 2 мая 2017 года. В тот же день Books on Tape разместил аудиокнигу, озвученную Робби Деймондом. Также книга вышла в электронном формате и с мягкой обложкой. К покупке экземпляров первого издания прилагались различные подарки, которые варьировались в зависимости от того, где была куплена книга: ручка и карманный журнал в Hypable, солнцезащитные очки Лагеря Полукровок и пляжный коврик в The Young Folks. Первый тираж «Тёмного пророчества» составил 2 миллиона экземпляров. 
2 мая в Великобритании и Австралии издательство Puffin Books выпустило англоязычные издания в твёрдом переплёте, в мягкой обложке, а также в формате электронной книги и аудиокниги. На сегодняшний день роман издан на испанском, итальянском, польском, португальском, болгарском, голландском, французском, чешском, турецком, норвежском, албанском, иврите, каталонском и вьетнамском языках. Хотя во многих неанглийских изданиях использовалась обложка Джона Рокко, созданная для американского издания, в некоторых, в том числе и в изданиях от изданиях Puffin, были уникальные обложки других иллюстраторов. 
За первую неделю выхода «Тёмного пророчества» было продано 62 987 экземпляров в США и 6 419 в Великобритании. Книга оставалась самой продаваемой литературой в течение первой недели, опередив труд «Астрофизика с космической скоростью, или Великие тайны вселенной для тех, кому некогда» Нила Деграсса Тайсона более чем на 15 000 проданных копий. С выходом, книга возглавила список бестселлеров по версии The New York Times и Publishers Weekly, сохраняя первенство в течение 23 недель. Роман был также включён в список бестселлеров USA Today. Он занял 11-е место в списке бестселлеров iBooks, но через неделю опустился на 18-е место, а ещё через неделю — на 20-е место.
По состоянию на февраль 2018 года книга была продана в количестве более 252 000 экземпляров в твёрдом переплете.
Lexile оценил книгу на 700L, что делает её пригодной для чтения для читателей от 11 до 13 лет. На Scholastic книга была рекомендована в качестве ознакомительного материала для учащихся 3-5, 6-8 и 9-12 классов. Рецензент из Common Sense Media присвоил книге возрастной рейтинг 10+, в то время как другой рецензент отметил, что книга лучше подходит для более молодой аудитории, от 8 до 20 лет, утверждая, что более зрелым читателям будет трудно поверь преувеличенной драме.

## Критика
Роман был положительно встречен критиками, однако получил более сдержанные отзывы, чем первая часть цикла. Прия Аравинд из The Free Press Journal высказала мнение, что книга является олицетворением устоявшейся фантазии Риордана, где старые персонажи проходят через развитие. Отметив, что книга является самостоятельной, Аравинд, тем не менее, рекомендовала ознакомиться с ранним творчеством автора. Джиллиан П. из Pikes Peak Library District оценила книгу на 5/5, посчитав, что она «ничем не хуже первой части», рекомендуя её поклонникам циклов Перси Джексон и Олимпийцы и Герои Олимпа.
Критики часто выделяли один из аспектов произведения — персонажей и их развитие. Кэрри Р. Уидон из Common Sense Media положительно отозвалась о добавлении таких персонажей, как пара бывших бессмертных Эмми и Джо, как о способе увеличения глубины повествования. Она отметила, что этот роман больше посвящен исследованию других персонажей и их взаимоотношений с Аполлоном, чем самому богу. Карен Рут из Hypable назвала отношения между Аполлоном и Калипсо особенно интересными. Памела Крамер, бывший национальный обозреватель книг из Examiner.com , также высоко оценила образ Аполлона, назвав его «самым ярким солнцем из всех». Она высоко оценила выбор Риордана сделать бога бисексуалом. Тем не менее, не все рецензенты сошлись во мнении, что эта черта принесла пользу роману. 
Рецензенты разделились во мнении относительно темпа повествования. Уидон из Common Sense Media раскритиковала поспешную смену событий, утверждая, что из-за этого читатели забывают важные детали. В противовес этому заявлению, The Times of India указал, что повествование предоставляет читателю возможность подумать о контрасте между бессмертием и осмысленной жизнью.
В своём ревью Hypable похвалил Риордана за способность привнести юмор даже в самые сложные ситуации. Карен Инлинг из Young Adult Books Central согласилась с этим. Она оценила книгу на 5/5, отметив описание случайных фактов, не важных для сюжета, которые добавляют юмор. Также она одобрительно отозвалась о «включении очень малоизвестных мифологических персонажей и то, как Риордану удаётся сочетать их мифологическую историю со своей собственной».
AudioFile дал высокую оценку работе Робби Деймонда над аудиокнигой. Роман был номинирован на получение награды Goodreads Choice Award, заняв 2-е место после «Корабля Мертвецов», другой книги Риордана.

## Продолжение
17 октября 2017 года Риордан объявил о выходе третьей книги из цикла Испытания Аполлона под названием «Горящий лабиринт». Она вышла 1 мая 2018 года. 